# Хронологія світових рекордів з бігу на 1500 метрів серед жінок (коротка доріжка)
Світові рекорди з бігу на 1500 метрів у приміщенні визнаються Світовою легкою атлетикою з-поміж результатів, які показали легкоатлетки в приміщенні, за умови дотримання встановлених вимог.
Світові рекорди з бігу на 1500 метрів у приміщенні фіксуються з 1987.

## Хронологія рекордів
| Час                                   | Атлетка         | Місто         | Дата       | Примітки          |
| ------------------------------------- | --------------- | ------------- | ---------- | ----------------- |
| 4.00,8h                               | Мері Декер      | Нью-Йорк      | 08.02.1980 | [ 1 ]             |
| 4.00,27                               | Дойна Мелінте   | Іст-Ратерфорд | 09.02.1990 | [ 2 ]             |
| 3.59,98                               | Реджина Джекобс | Бостон        | 01.02.2003 | [ 3 ]             |
| 3.58,28                               | Олена Соболєва  | Москва        | 18.02.2006 | [ 4 ]             |
| 3.55,17                               | Гензебе Дібаба  | Карлсруе      | 01.02.2014 | [ 5 ]             |
| 3.53,09                               | Гудаф Цегай     | Льєвен        | 09.02.2021 | [ 6 ] [ 7 ] [ 8 ] |
| 4 роки, 48 днів від дати встановлення |                 |               |            |                   |